# McLachlan Engine Company
McLachlan Engine Company, zuvor E. A. McLachlan, war ein britischer Hersteller von Motoren und Automobilen.

## Unternehmensgeschichte
Das Unternehmen E. A. McLachlan aus dem Londoner Stadtteil Stoke Newington stellte Ende des 19. Jahrhunderts Motoren her, die mit Schweröl betrieben wurden. 1899 begann die Produktion von Automobilen. Der Markenname lautete McLachlan. 1900 erfolgte die Umfirmierung in McLachlan Engine Company und der Umzug ins London Borough of Hackney. Im gleichen Jahr endete die Automobilproduktion. Insgesamt entstanden nur wenige Fahrzeuge.

## Fahrzeuge
Das Unternehmen stellte Kleinwagen her, die mit eigenen Motoren ausgestattet waren. Überliefert ist ein Dreiradmodell von 1899 mit einem Einzylindermotor mit 2,5 PS Leistung im Heck, der für 75 Pfund angeboten wurde. 1900 gab es ein vierrädriges Modell, dessen Einzylindermotor 3,5 PS leistete.